# 坂口主税
坂口 主税（さかぐち ちから、1899年（明治32年）4月20日 - 1981年（昭和56年）4月27日）は、日本の政治家。衆議院議員（2期）、熊本市長（2期）を歴任した。

## 経歴
熊本県玉名郡賢木村（現・南関町）出身。1917年（大正6年）熊本県立玉名中学校、旧制第五高等学校を経て、1923年（大正12年）東京帝国大学法学部政治学科卒業。台湾総督府に入り、高雄、台北の各州の知事などを務め、台湾新報社社長に就任する。
帰国後、郷里の賢木村長に就任。1947年（昭和22年）の第23回衆議院議員総選挙に旧熊本1区（定数5）から民主党公認で立候補し、初当選した。1949年（昭和24年）に再選。1952年（昭和27年）の第25回衆議院議員総選挙の旧熊本1区では改進党は坂口を含め5人の候補者を擁立。5人のうち大麻唯男と石坂繁が当選し、坂口は落選した。その後熊本市助役に就任。
1956年（昭和31年）の熊本市長選挙に熊本城の天守閣再建を公約に掲げて立候補し、初当選した。
1960年（昭和35年）、再選。同年9月22日、鉄骨・鉄筋コンクリート造の熊本城天守閣の落成式が行われた。
1963年（昭和38年）1月4日、市長を辞職。同年1月29日に行われた熊本県知事選挙に無所属で立候補したが、自由民主党公認の現職の寺本広作に敗れ落選。1981年4月27日、死去。82歳没。
このほか、熊本放送取締役を務めた。